# 福山東インターチェンジ
福山東インターチェンジ（ふくやまひがしインターチェンジ）は、広島県福山市蔵王町五丁目の山陽自動車道上にあるインターチェンジである。
福山市中心部・神石高原町への最寄IC。
当ICと福山西IC間はトンネルが連続し、線形も悪く事故も多発区間である。
西日本高速道路中国支社福山高速道路事務所、広島県警察高速道路交通警察隊福山分駐隊が併設されている。

## 歴史
- 1988年（昭和63年）3月1日：倉敷JCT - 福山東IC間開通に伴い、供用開始[1]。
- 1991年（平成3年）3月20日：福山東IC - 福山西IC間開通[1]。

## 周辺
- 福山城
- 鞆の浦 - 距離はあるが、本ICから一本道で行くことができる。
- 福山自動車時計博物館
- 福山市立福山市民病院 - 通常のランプと別に救急車緊急退出路も設けられている。
- 福山港
- ゆめタウン蔵王
- JR山陽本線 東福山駅
- 福山東郵便局

## 接続する国道
- 国道182号

## 福山東IC - 福山西IC間のトンネル
福山東IC - 福山西ICの区間にはトンネルが6つあり、そのうち西側3つのトンネルが1.5キロを越えるトンネルである。
(21)福山東IC - 千田BS - 坂田トンネル - 牧谷トンネル - 芦田川橋 - 郷分トンネル - 山手トンネル - （21-1）福山SA/SIC - 赤坂トンネル - 神村トンネル - 福山本郷BS - (22)福山西IC

## 隣
E2 山陽自動車道
(20)笠岡IC - 篠坂PA/SIC（SICは事業中） - (21)福山東IC - 千田BS - (21-1)福山SA/SIC - 福山本郷BS - (22)福山西IC